# Raven Software
Raven Software ist ein 1990 in Madison (Wisconsin, USA) gegründetes Entwicklerstudio für Computerspiele.

## Geschichte

### 1990er Jahre:HereticundHexen
Raven Software wurde 1990 von den Brüdern Brian und Steve Raffel gegründet. Keiner der beiden verfügte anfangs über Programmierkenntnisse. Brian Raffel war in den 1980er Jahren als Kunstlehrer an einer High School tätig und Steve Raffel arbeitete als Grafiker mit dem Siebdruckverfahren. In ihrer Freizeit waren sie begeisterte Anhänger des Rollenspiels Dungeons & Dragons und interessierten sich außerdem für das neue Medium Computerspiel. Nach eigener Aussage brachte sie 1986 ein neues Amiga-Computerspiel mit mangelhafter künstlerischer Gestaltung auf die Idee, selbst als Computerspielentwickler tätig zu werden; hier sahen sie vielversprechende Möglichkeiten, ihr eigenes künstlerisches Talent zur Anwendung zu bringen. Sie fertigten zahlreiche Konzeptzeichnungen an und suchten nach Fachleuten, die ihnen bei der technischen Umsetzung zu einem Computerspiel behilflich sein konnten. So lernten sie den damals erst 19-jährigen Ben Gokey kennen, der sich als Autodidakt Programmierkenntnisse angeeignet hatte. Gokey und zwei weitere Mitarbeiter wurden 1990 in das neu gegründete Entwicklerstudio aufgenommen.
1992 veröffentlichte Raven Software seinen ersten Titel Black Crypt, ein Computer-Rollenspiel im Stil von Dungeon Master. Früh entwickelte sich eine Zusammenarbeit mit dem texanischen Entwicklerstudio id Software. Deren erfolgreicher Titel Doom (1993), der wegweisend für das Ego-Shooter-Genre war, wurde als Grundlage für Raven Softwares 1994 veröffentlichtes Spiel Heretic verwendet. Heretic übernahm das grundlegende Spielprinzip von Doom, versetzte das Szenario aber in eine mittelalterliche Fantasy-Welt. In der thematisch anschließenden Spieleserie Hexen (1995, 1997) wurden Elemente aus den Genres Ego-Shooter und Rollenspiel miteinander vermischt und ein nicht-lineares Leveldesign entwickelt, bei dem der Spieler mittels zentraler Knotenpunkte (engl. als hub bezeichnet) zwischen verschiedenen Leveln hin- und herwechseln musste, um Rätsel zu lösen.
Während der 1990er Jahre war für die Spiele von Raven Software ein düsteres Fantasy-Szenario typisch, mit mittelalterlichen Waffen und Magie wird gegen Dämonen und Fabelwesen gekämpft (Black Crypt, Shadow Caster, Heretic- und Hexen-Serie, Mageslayer). Ähnlich wie bei id Softwares Spielen beinhalten sie dabei auch die Darstellung von blutiger Gewalt, weshalb viele der Raven-Titel aus den 1990er Jahren in Deutschland durch die BPjS indiziert oder in der deutschen Version zensiert sind (Heretic 2, 1998).
1997 wurde das Unternehmen vom Publisher Activision gekauft. Mehrere langjährige Mitarbeiter verließen nach dieser Veränderung das Unternehmen und gründeten gemeinsam das Entwicklerstudio Human Head Studios.

### 2000er Jahre:Soldier of Fortuneund Auftragsarbeiten
Mit dem 2000 veröffentlichten Soldier of Fortune vollzog Raven eine Abkehr vom bisher bevorzugten Fantasy-Thema. Bei dem aus der Sicht eines modernen Söldners erzählten Spiel sollte es vorrangig um „Action, Intrigen und politischen Aufruhr“ gehen. Wegen der detaillierten und relativ realistisch dargestellten Verletzungen der menschlichen Gegner wurde das Spiel in Deutschland indiziert und der 2002 veröffentlichte Nachfolger in der deutschen Version stark abgeändert und zensiert. Raven hatte inzwischen in der Computerspielbranche ein gutes Renommee als Spielentwickler erlangt und wurde nun auch mit der Entwicklung von Lizenz-Titeln beauftragt, darunter Computerspiele für die Franchises Star Trek (Star Trek: Voyager – Elite Force, 2000), Star Wars (Star Wars: Jedi Knight II – Jedi Outcast, 2002) und X-Men (X-Men: Legends, 2004, und weitere Titel). Das Unternehmen vergrößerte in dieser Zeit seinen Mitarbeiterstab beträchtlich. Für id Software entwickelte Raven die Spiele Quake 4 (2005) und Wolfenstein (2009).

### Gegenwart
Nach den Auftragsarbeiten der 2000er Jahre wurde 2010 mit Singularity seit langer Zeit wieder ein von Raven selbst designtes Spiel veröffentlicht. Der Ego-Shooter erhielt insgesamt recht positive Kritiken. Activision war allerdings mit den Verkaufszahlen unzufrieden, hatte andererseits aber das Spiel auch im Vorfeld wenig beworben. Nach der Fertigstellung von Singularity wurde im September 2010 bekannt gegeben, dass Activision bei Raven Software 40 Stellen streicht. Das verkleinerte Studio entwickelte eine Erweiterung für Call of Duty: Black Ops und den Mehrspieler-Part für Call of Duty: Modern Warfare 3. Am 2. Mai 2016 gab Activision bekannt, dass Raven Software eine Remastered-Version von Call of Duty 4: Modern Warfare entwickelt.

## Zensur
Viele Spiele des Herstellers sind nur zensiert in Deutschland erschienen. Die Egoshooter Soldier of Fortune 2, Quake 4 und Wolfenstein wurden für eine USK-Freigabe stark gekürzt, wobei die Xbox-Version von Soldier of Fortune 2 ungeschnitten eine Altersfreigabe erhielt. Die Originalfassung von Wolfenstein wurde in Deutschland auf Liste B indiziert und bundesweit beschlagnahmt, weil in dem Weltkriegs-Szenario unter anderem auch Hakenkreuze gezeigt werden, was in Deutschland rechtlich als Verwenden von Kennzeichen verfassungswidriger Organisationen eingestuft wird. Es unterliegt somit dem Verbreitungsverbot. Das Spiel ist in Deutschland nicht mehr erhältlich, da auch die deutsche Version am 19. Januar 2010 vom Amtsgericht Detmold wegen Verstößen gegen die Paragrafen 86a und 131 des Strafgesetzbuchs beschlagnahmt und eingezogen wurde.

## Spiele

### Eigen- und Koproduktionen
- 1992 Black Crypt
- 1993 Shadowcaster
- 1994 CyClones
- 1994 Heretic (in Zusammenarbeit mit id Software[9])
- 1995 Hexen: Beyond Heretic (in Zusammenarbeit mit id Software[10])
- 1996 Necrodome
- 1997 Mageslayer
- 1997 Take No Prisoners
- 1997 Hexen II (in Zusammenarbeit mit id Software[11])
- 1998 Heretic 2
- 2000 Soldier of Fortune
- 2002 Soldier of Fortune II: Double Helix
- 2005 Quake 4 (unter der Leitung von id Software)
- 2010 Singularity

### Auftragsarbeiten
- 2000 Star Trek: Voyager – Elite Force (Activision)
- 2002 Star Wars Jedi Knight II: Jedi Outcast (LucasArts)
- 2003 Star Wars Jedi Knight: Jedi Academy (LucasArts)
- 2004 X-Men Legends (Activision, Lizenz von Marvel Comics)
- 2005 X-Men Legends II: Rise of Apocalypse (Activision, Lizenz von Marvel Comics)
- 2006 Marvel: Ultimate Alliance (Activision, Lizenz von Marvel Comics)
- 2009 X-Men Origins: Wolverine (Activision, Spiel zum Film X-Men Origins: Wolverine)
- 2009 Wolfenstein (id Software)
- 2011 Call of Duty: Modern Warfare 3 (Infinity Ward und Sledgehammer Games) (nur Multiplayer)
- 2013 Call of Duty: Ghosts (Infinity Ward) (nur Multiplayer)
- 2014 Call of Duty: Advanced Warfare (Sledgehammer Games) (nur Multiplayer)
- 2016 Call of Duty 4: Modern Warfare (Infinity Ward)
- 2017 Call of Duty: WWII (Sledgehammer Games)
- 2018 Call of Duty: Black Ops 4 (Treyarch)
- 2019 Call of Duty: Modern Warfare (Infinity Ward)
- 2020 Call of Duty: Black Ops Cold War (Raven Software und Treyarch) (nur Kampagne)